# Forteresses de style coréen au Japon
 (septembre 2016).

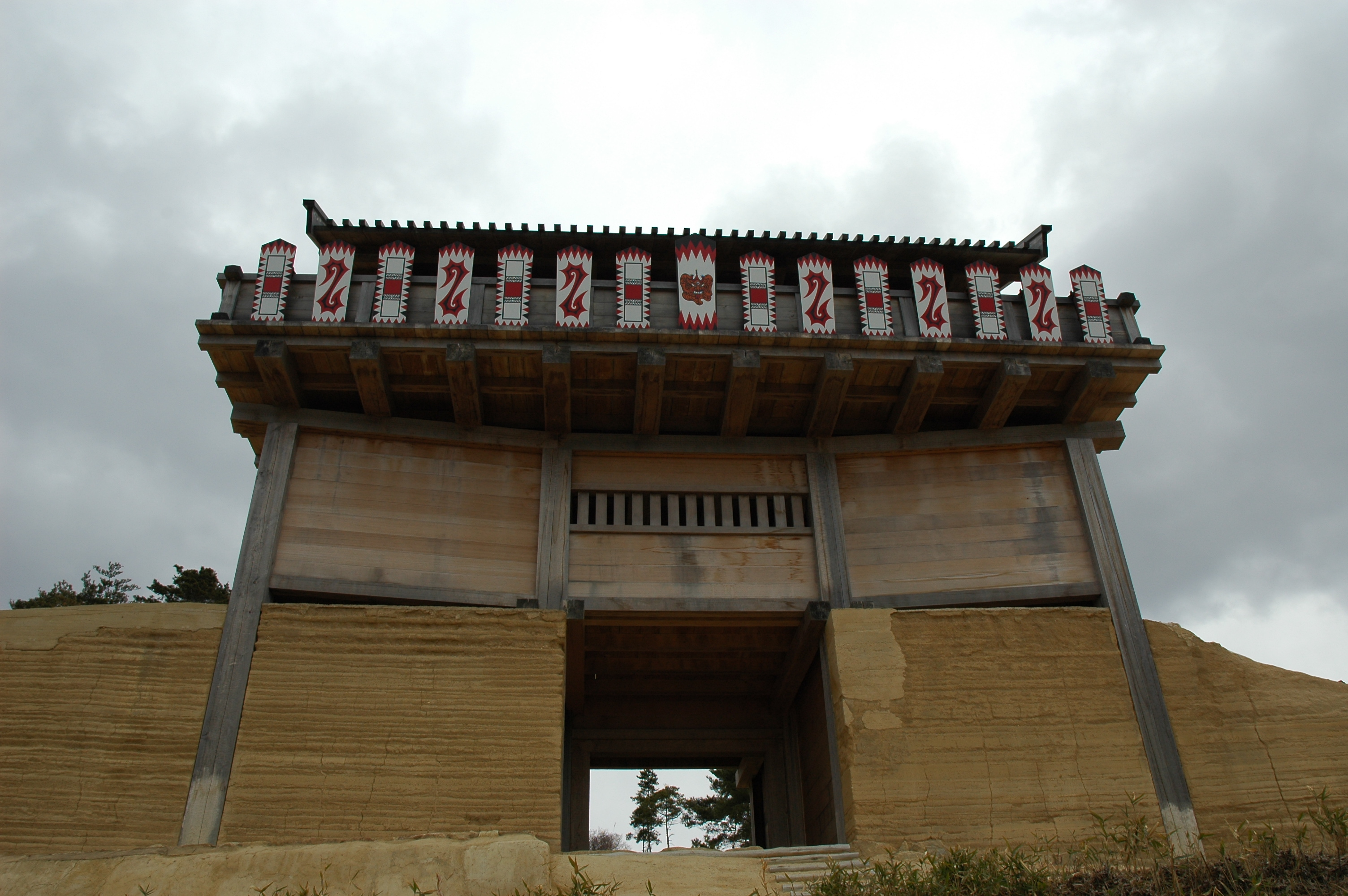
Nishimon (porte ouest) du château de Ki, reconstruite en 2004 pour s'approcher du style coréen qui était peut-être le sien à l'origine.

Au cours de la période Yamato, durant les premiers siècles de l'établissement d'un État japonais, un grand nombre de forteresses de style coréen (朝鮮式山城, Chōsen-shiki yamajiro ()) sont construites au Japon. D'anciennes forteresses datant du VIIIe siècle et plus tôt se trouvent partout dans l'ouest du pays. Beaucoup de ces sites ont été identifiés avec des forteresses dont la construction, la réparation et la destruction sont décrites en détail dans les chroniques anciennes, comme le Nihon Shoki et le Shoku Nihongi. Selon certaines interprétations de ces textes, ces forteresses ont été construites sous la direction de et sur ordre de divers membres de la noblesse coréenne ou de la royauté.

## Histoire
Des comparaisons de ces sites sont faites avec d'autres forteresses japonaises et aux sites de la même période, tant en Corée qu'en Chine. La théorie persiste d'une implication directe de la Corée dans la construction de ces forteresses et c'est la menace d'une invasion par la dynastie coréenne Silla et de la dynastie Tang de Chine qui incite la cour de Yamato à construire des châteaux d'influence coréenne. Beaucoup de sites ont été définitivement datés des siècles antérieurs cependant, aussi, même si cette théorie est valable pour certains sites, elle ne concerne pas la majorité.
La recherche sur ces sites est en cours, et la question des fins et des origines de ces forteresses et de leurs liens possibles avec la Corée reste l'objet de débats parmi les spécialistes, en partie en raison des éléments nationalistes impliqués. Bien que certains spécialistes s'interrogent sur l'identification de ces forteresses d'origine coréenne, le terme japonais chōsen-shiki yamajiro (朝鮮式山城, littéralement « châteaux de montagne/forteresses de style coréen ») continue d'être utilisé, probablement en raison de la forte probabilité d'une influence coréenne. Le Japon de l'époque Yamato n'a que très peu besoin de grandes fortifications jusqu'alors et probablement manque d'une telle expertise, à laquelle ont ensuite probablement contribué des résidents d'origine coréenne. Le terme kodai yamajiro (古代山城, littéralement « château de montagne/forteresses de l'ancienne période ») est parfois utilisé, mais ses opposants soutiennent qu'il peut être interprété de manière trop large. Chōsen-shiki yamajiro, même si ce n'est pas une description tout à fait exacte, désigne un groupe très particulier de sites.
Pour de l'essentiel, les chercheurs et les spécialistes doutent aujourd'hui de la pertinence du terme « forteresses de style coréen » et continuent à proposer, rechercher et développer des théories alternatives relativement aux origines et aux fins de ces forteresses. Cependant, les sources populaires comme les journaux et magazines, continuent de représenter la version « traditionnelle » largement acceptée des événements telle que mise en avant par les anciens érudits et reprennent la terminologie coréenne associée.

## Recherches et débats
La recherche et les discussions en coopération entre les deux pays sur la question de la détermination de l'origine de ces forteresses ont commencé dans les années 1970. Des forteresses relevant d'à peu près le même type existent encore en Corée, mais seulement parce qu'elles ont été réparées ou restaurées, soit lors de la période Joseon soit au XXe siècle et donc les arguments en faveur de leur ressemblance avec les forteresses japonaises en question sont difficiles à étayer. D'autre part, il reste encore assez de ruines pour que la plupart des chercheurs pensent qu'il est évident que ces forteresses-là ont beaucoup plus en commun les unes avec les autres qu'avec d'autres forteresses japonaises, en particulier celles qui leur sont postérieures.
L'essentiel du débat sur ces forteresses commence à la fin de l'ère Meiji (1868-1912) et au début de l'ère Taishō (1912-1923), lorsque la géographie et l'archéologie se développent au Japon pour la première fois et qu'apparaît la classification kōgoishi des forteresses. Un élément clé du débat était, et continue d'être, de savoir si ces forteresses ont été construites à la fin du VIIe siècle, à la suite de la défaite du Japon à la bataille de Baekgang, comme défenses contre une possible invasion du Japon par la Corée des Silla et la Chine Tang, ou si elles ont été construites plus tôt, peut-être indépendamment des politiques ou des ordres de la cour de Yamato. Durant les premières décennies du XXe siècle, un discours animé se fait jour en ce qui concerne l'époque durant laquelle ces forteresses ont été construites, leurs similitudes réciproques et avec les constructions coréennes, la manière dont elles sont disposées et les raisons pour lesquelles elles ont été construites. Ce débat se poursuit entre les archéologues d'aujourd'hui.
Comme la question touche de très près aux origines de la culture et de la société japonaise, le parti pris nationaliste à la fois des chercheurs coréens et japonais continue d'avoir un effet majeur sur ce discours.

## Sites
| Nom                | Kanji  | Romanisation   | Année de construction                      | Emplacement possible                                             | Situation actuelle |
| ------------------ | ------ | -------------- | ------------------------------------------ | ---------------------------------------------------------------- | --- |
| Fort de Takayasu   | 高安城 | Takayasu no ki | 667                                        | Kyūan-ji, préfecture de Nara ; Takayasu-yama, préfecture d'Osaka | Les murs extérieurs et l'évacuation des eaux ont été trouvés, mais l'ampleur des restes de la forteresse, les documents sur son histoire et la zone qu'elle couvre n'ont pas été étudiés de façon approfondie.                        |
| Fort de Yashima    | 屋嶋城 | Yashima no ki  | 667                                        | Takamatsu, préfecture de Kagawa                                  | Des murs de pierre, des travaux de terrassement, d'évacuation d'eau, des restes des tours de guet et d'autres ruines ont été retrouvés, mais le site n'a pas été étudié de façon approfondie. Site de la bataille de Yashima de 1185. |
| Fort de Nagato     | 長門城 | Nagato no ki   | 665                                        | Shimonoseki, préfecture de Yamaguchi                             | Inconnu |
| Château d'Ōno      | 大野城 | Ōno-jō         | 665                                        | Dazaifu, préfecture de Fukuoka                                   | Des travaux de terrassement, des murs en pierre, des évacuations d'eau et des restes de bâtiments subsistent. |
| Château de Kii     | 基肄城 | Kii-jō         | 665                                        | Kiyama, préfecture de Saga                                       | Des ruines restent des fondations du château, des portes principales, des travaux de terrassement, des murs en pierre et d'évacuation d'eau.                                                                                          |
| Fort de Kaneta     | 金田城 | Kaneta no ki   | 667                                        | Tsushima, préfecture de Nagasaki                                 | Des ruines subsistent des murs du château, de l'entrée principale, d'évacuation d'eau et des tours de guet. |
| Château de Kikuchi | 鞠智城 | Kikuchi-jō     | Époque de Nara, début de l'époque de Heian | Yamaga ou Kikuchi, préfecture de Kumamoto                        | Des ruines de 64 bâtiments ou tours subsistent. |
| Fort d'Ibara       | 茨城   | Ibaraki        | Époque de Nara                             | Fukuyama, préfecture de Hiroshima                                | Inconnu |
| Fort de Tsune      | 常城   | Tsuneki        | 665                                        | Fuchū ou Fukuyama, préfecture de Hiroshima                       | Inconnu |
| Château de Minō    | 三野城 | Minō-jō        | Fin du VIIe siècle                         | Hakata-ku, préfecture de Fukuoka                                 | Inconnu |
| Fort d'Inazumi     | 稲積城 | Inazumi no ki  | Fin du VIIe siècle                         | Shima, préfecture de Fukuoka                                     | Inconnu |
| Fort de Mio        | 三尾城 | Mio no ki      | -                                          | Takashima, préfecture de Shiga                                   | Inconnu |
| Château de Ki      | 鬼ノ城 | Ki no jō       | Fin du VIIe siècle                         | Sōja, préfecture d'Okayama                                       | Des ruines de murs en pierre, des évacuations d'eau, divers bâtiments restent. La porte de l'Ouest et plusieurs autres bâtiments sont reconstruits dans les premières années du XXIe siècle.                                          |